# Nadja Obrist
Nadja Obrist (4 novembre 1972) è un'ex sciatrice alpina austriaca paralimpica, che ha rappresentato l'Austria nello sci alpino paralimpico ai Giochi paralimpici invernali del 1994 a Lillehammer e del 1998 a Nagano, vincitrice di un totale di conque medaglie: tre medaglie d'argento e due di bronzo.

## Carriera

### Paralimpiadi 1994
Ai Giochi paralimpici invernali del 1994 a Lillehammer, in Norvegia, Obrist ha vinto tre medaglie: due medaglie d'argento (nella discesa libera e nel supergigante) e una di bronzo nello slalom gigante. Nello slalom speciale invece si è piazzata al 4º posto; tutte le gare si sono svolte nella categoriaLW6/8. 

### Paralimpiadi 1998
Quattro anni più tardi, a Nagano 1998 in Giappone, Obrist ha vinto l'argento nello slalom speciale LW3,4,5/7,6/8 e il bronzo nella discesa libera LW3,4,6/8
. Non ha raggiunto invece il podio nello slalom gigante (si è posizionata quarta) e nel superG, sesta nella categoria LW3,4,5/7,6/8.

## Palmarès

### Paralimpiadi
- 5 medaglie:
  - 3 argenti (discesa libera e supergigante LW6/8 a Lillehammer 1994; slalom speciale LW3,4,5/7,6/8 a Nagano 1998)
  - 2 bronzi (slalom gigante LW6/8 a Lillehammer 1994; discesa libera LW3,4,6/8 a Nagano 1998)